# Luciano Foà
Luciano Foà (Milano, 2 gennaio 1915 – Milano, 25 gennaio 2005) è stato un editore e traduttore italiano.
Nel 1962, con Roberto Bazlen e Roberto Olivetti fondò a Milano la casa editrice Adelphi.

## Biografia
Di famiglia israelitica, Foà iniziò la carriera nel mondo editoriale a soli 18 anni nel 1933, come agente letterario con il padre Augusto che aveva fondato nel 1898 l'Agenzia letteraria internazionale (ALI) la prima agenzia letteraria operante in Italia. La ALI puntava ad introdurre in Italia le opere della letteratura internazionale (soprattutto inglesi e francesi).
Nel 1937 a Milano conobbe Roberto Bazlen e cominciò con lui una lunga amicizia. Bazlen presentò Foà ad Adriano Olivetti, che stava pensando a una nuova casa editrice, la Nuove Edizioni Ivrea, per il dopo fascismo. 
Foà e  Bazlen parlarono di alcuni titoli che, molti anni dopo, furono all'origine della casa editrice Adelphi. Nel 1942 a causa dei bombardamenti alleati su Milano, Foà si trasferì a Ivrea, da cui nel 1943, a seguito dell'occupazione della penisola italiana da parte dei tedeschi, dovette fuggire insieme al padre in Svizzera. Prima fu internato in un campo di lavoro e poi ottenne la libertà vigilata a Ginevra. Qui incontrò molti altri intellettuali ebrei e antifascisti, con cui cominciò a pensare a nuove imprese editoriali. Ritornò in Italia nel 1945 e riprese il lavorò all'Agenzia letteraria internazionale insieme ad Erich Linder. Nel 1951 assunse il ruolo di segretario generale nella Giulio Einaudi Editore di Torino, lasciando a Erich Linder la gestione dell'ALI. Nel 1947 si era iscritto al Partito Comunista Italiano, dal quale uscì nel 1956 in seguito all'invasione dell'Ungheria da parte dell'URSS.
L'esperienza all'Einaudi fu molto intensa e proficua, ma col tempo divenne sempre più difficile pubblicare i libri che riteneva importanti, suggeriti da Bazlen e da Giorgio Colli, direttore di collane per la Casa dello Struzzo. Quando si rese conto che l'Einaudi non avrebbe pubblicato l'edizione critica delle Opere di Friedrich Nietzsche, come proposta da Colli e da Mazzino Montinari, insieme a Bazlen decise di fondare una nuova casa editrice. In essa sarebbero confluiti i libri che entrambi amavano; inoltre il nuovo soggetto avrebbe realizzato l'ardua impresa di Colli: stabilire, sulla base degli originali, i testi di Nietzsche che erano stati manomessi dalla sorella Elisabeth. L'edizione critica di Colli e Montinari è la base dell'edizione poi uscita negli altri Paesi del mondo.
Lasciata Torino alla fine del 1961, nel giugno 1962 Luciano Foà fondò a Milano la casa editrice Adelphi con Bazlen e Roberto Olivetti, figlio di Adriano. I primi collaboratori, insieme all'amico Alberto Zevi, furono: il giovane Roberto Calasso (all'epoca appena 21enne), Claudio Rugafiori, Piero Bertolucci, Nino Cappelletti, oltre a Giorgio Colli. Per 35 anni Foà affiancò all'attività di editore quella di traduttore e curatore, in particolare dei libri di Joseph Roth, Robert Walser e Wolfgang von Goethe. 
Foà morì all'età di novant'anni il 26 gennaio 2005 a Milano.